# 2014年冬季奧林匹克運動會保加利亞代表團
2014年冬季奧林匹克運動會保加利亞代表團是保加利亞所派出的2014年冬季奧林匹克運動會代表團，共有18名運動員參與六項目賽事。

## 獎牌
| 隊伍     | 金牌 | 銀牌 | 銅牌 | 總數 |
| 保加利亚 | 0    | 0    | 0    | 0    |

## 冬季兩項
根據2012年冬季兩項世界錦標賽及2013年冬季兩項世界錦標賽的結果，保加利亞共有5男1女晉級。
- 男子項目 – 5個名額
- 女子項目 – 1個名額

## 外部連結
- Bulgaria at the 2014 Winter Olympics（页面存档备份，存于）